# Локьер (лунный кратер)
Кратер Локьер (лат. Lockyer), не путать с кратером Локьер на Марсе, — крупный древний ударный кратер в юго-восточной материковой части видимой стороны Луны. Название присвоено в честь английского астронома Джозефа Нормана Локьера (1836—1920) и утверждено Международным астрономическим союзом в 1935 г. Образование кратера относится к нектарскому периоду.

## Описание кратера

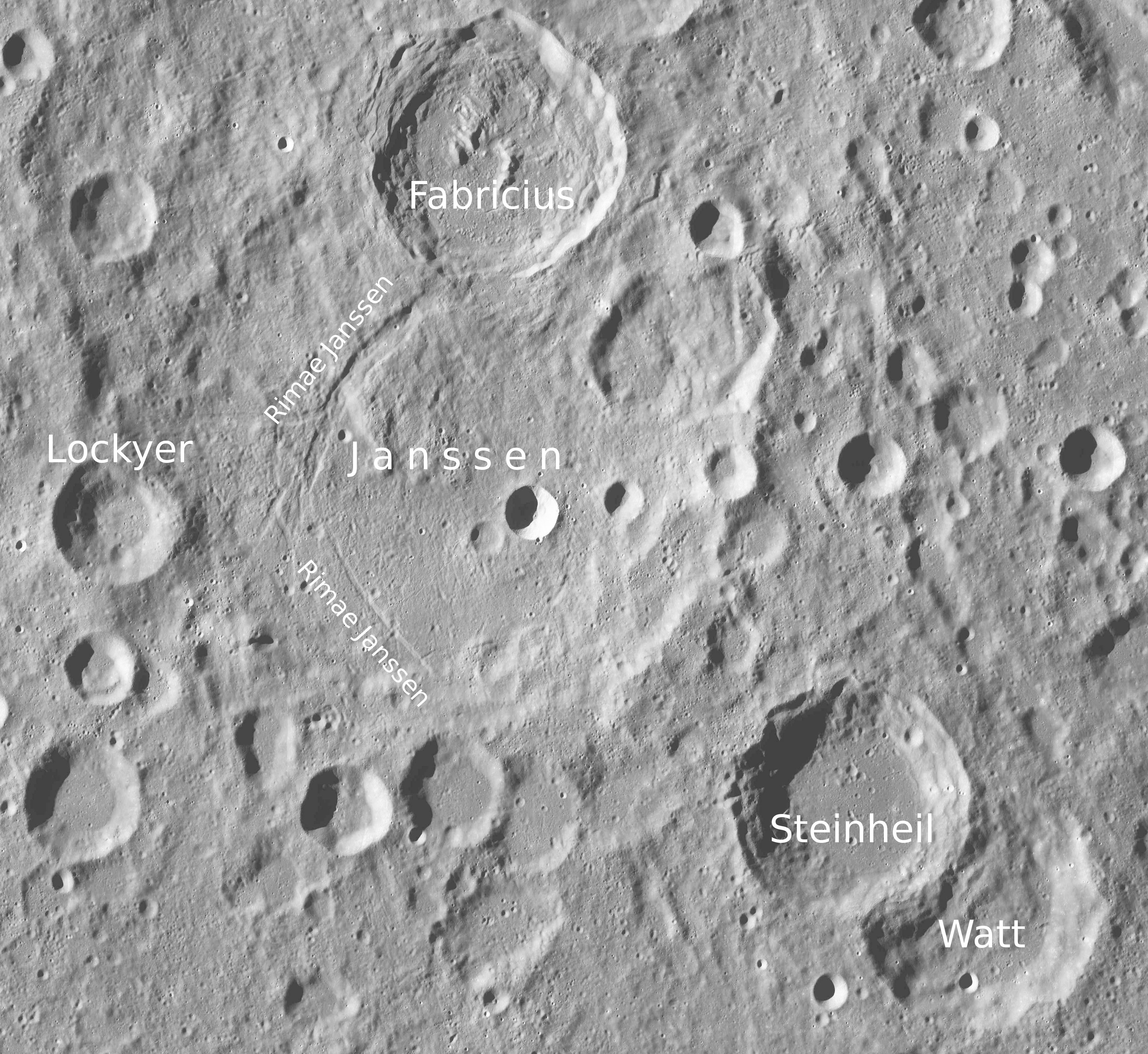
Окрестности кратера Локьер. Снимок зонда Lunar Reconnaissance Orbiter.

Кратер Локьер перекрывает западную часть вала кратера Жансен. Другими ближайшими соседями кратера являются кратер Дове на западе; кратер Фабрициус на северо-востоке; кратер Влакк на юге и кратер Питиск на юго-западе. На востоке от кратера Локьер находятся борозды Жансена . 
Селенографические координаты центра кратера 46°16′ ю. ш. 36°35′ в. д. / 46,27° ю. ш. 36,59° в. д., диаметр 35,1 км, глубина 1530  м.
Кратер Локьер имеет близкую к циркулярной форму с небольшим выступом в восточной части и умеренно разрушен. Массивный вал несколько сглажен, северо-восточный участок вала спрямлен. Внутренний склон вала гладкий. Высота вала над окружающей местностью достигает 960 м, объем кратера составляет приблизительно 820 км³. Дно чаши сравнительно ровное, в южной части чаши расположен небольшой кратер.

## Сателлитные кратеры
| Локьер | Координаты                                            | Диаметр, км |
| ------ | ----------------------------------------------------- | ----------- |
| A      | 44°07′ ю. ш. 30°59′ в. д. / 44,12° ю. ш. 30,99° в. д. | 9,6         |
| F      | 47°35′ ю. ш. 36°25′ в. д. / 47,59° ю. ш. 36,42° в. д. | 19,9        |
| G      | 45°41′ ю. ш. 33°19′ в. д. / 45,68° ю. ш. 33,32° в. д. | 24,0        |
| H      | 44°29′ ю. ш. 32°23′ в. д. / 44,48° ю. ш. 32,38° в. д. | 31,8        |
| J      | 45°04′ ю. ш. 32°13′ в. д. / 45,06° ю. ш. 32,22° в. д. | 11,9        |

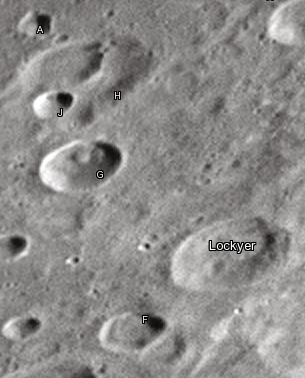
Снимок Девида Кемпбелла.

- Сателлитный кратер Локьер G имеет центральный пик необычной сферической формы.

## См.также
- Список кратеров на Луне
- Лунный кратер
- Морфологический каталог кратеров Луны
- Планетная номенклатура
- Селенография
- Минералогия Луны
- Геология Луны
- Поздняя тяжёлая бомбардировка